# Campionati europei di nuoto 1983
La XVIª edizione dei campionati europei di nuoto ha avuto luogo a Roma, presso gli impianti del Foro Italico, dal 22 al 27 agosto 1983. L'Italia ha ospitato la rassegna continentale per la terza volta. A partire da questa edizione la cadenza dei campionati è diventata biennale.
Il programma della manifestazione è salito a 38 gare, con l'introduzione della staffetta 4x200 metri stile libero femminile.

La Germania Est ha imposto il suo dominio nel medagliere per la quinta edizione consecutiva, conquistando nel nuoto femminile non solo tutti gli ori (impresa compiuta anche a Spalato 1981) ma anche tutti gli argenti individuali.

## Medagliere
| Posizione | Paese            |    |    |    | Totale |
| --------- | ---------------- | -- | -- | -- | ------ |
| 1         | Germania Est     | 17 | 17 | 5  | 39     |
| 2         | Unione Sovietica | 9  | 6  | 7  | 22     |
| 3         | Germania Ovest   | 4  | 3  | 8  | 15     |
| 4         | Regno Unito      | 4  | 1  | 2  | 7      |
| 5         | Italia           | 2  | 0  | 3  | 5      |
| 6         | Svezia           | 1  | 1  | 0  | 2      |
| 7         | Bulgaria         | 1  | 0  | 1  | 2      |
| 8         | Paesi Bassi      | 0  | 3  | 6  | 9      |
| 9         | Ungheria         | 0  | 3  | 1  | 4      |
| 10        | Jugoslavia       | 0  | 2  | 1  | 3      |
| 11        | Spagna           | 0  | 1  | 1  | 2      |
| 12        | Francia          | 0  | 1  | 0  | 1      |
| 13        | Cecoslovacchia   | 0  | 0  | 2  | 2      |
| 14        | Romania          | 0  | 0  | 1  | 1      |
| Totale    | Totale           | 38 | 38 | 38 | 114    |

## Nuoto

### Uomini
| Evento               | Oro                                                                                   | Perform.   | Argento                                                                 | Perform. | Bronzo                                                                        | Perform. |
| Stile libero         |                                                                                       |            |                                                                         |          |                                                                               |          |
| 100 m                | Per Johansson                                                                         | 50"20      | Jörg Woithe                                                             | 50"29    | Sergej Smirjagin                                                              | 50"35    |
| 200 m                | Michael Gross                                                                         | 1'47"87    | Jörg Woithe                                                             | 1'50"18  | Thomas Fahrner                                                                | 1'50"92  |
| 400 m                | Vladimir Sal'nikov                                                                    | 3'49"80    | Borut Petrič                                                            | 3'51"96  | Darjan Petrič                                                                 | 3'52"60  |
| 1500 m               | Vladimir Sal'nikov                                                                    | 15'08"84   | Borut Petrič                                                            | 15'14"54 | Stefan Pfeiffer                                                               | 15'16"85 |
| Dorso                |                                                                                       |            |                                                                         |          |                                                                               |          |
| 100 m                | Dirk Richter                                                                          | 56"10      | Vladimir Šemetov                                                        | 56"38    | Sándor Wladár                                                                 | 57"10    |
| 200 m                | Sergej Zabolotnov                                                                     | 2'01"00    | Sándor Wladár                                                           | 2'01"61  | Frank Baltrusch                                                               | 2'02"46  |
| Rana                 |                                                                                       |            |                                                                         |          |                                                                               |          |
| 100 m                | Robertas Žulpa                                                                        | 1'03"32    | Adrian Moorhouse                                                        | 1'03"37  | Gerald Mörken                                                                 | 1'04"16  |
| 200 m                | Adrian Moorhouse                                                                      | 2'17"49    | Albán Vermes                                                            | 2'18"27  | Robertas Žulpa                                                                | 2'18"72  |
| Delfino              |                                                                                       |            |                                                                         |          |                                                                               |          |
| 100 m                | Michael Gross                                                                         | 54"00      | David López-Zubero                                                      | 54"77    | Aleksej Markovskij                                                            | 54"81    |
| 200 m                | Michael Gross                                                                         | 1'57"05    | Sergej Fesenko                                                          | 1'59"74  | Paolo Revelli                                                                 | 1'59"84  |
| Misti                |                                                                                       |            |                                                                         |          |                                                                               |          |
| 200 m                | Giovanni Franceschi                                                                   | 2'02"48    | Jens-Peter Berndt                                                       | 2'02"95  | Josef Hladký                                                                  | 2'03"55  |
| 400 m                | Giovanni Franceschi                                                                   | 4'20"41    | Jens-Peter Berndt                                                       | 4'20"81  | Josef Hladký                                                                  | 4'23"52  |
| Staffette            |                                                                                       |            |                                                                         |          |                                                                               |          |
| 4x100 m stile libero | Unione Sovietica Sergej Smirjagin Sergej Krasjuk Vladimir Tkačenko Aleksej Markovskij | 3'20"88    | Svezia Thomas Lejdström Per Johansson Per Holmertz Per Wikström         | 3'22"02  | Germania Est Jörg Woithe Dirk Richter Rainer Sternal Sven Lodziewski          | 3'23"02  |
| 4x200 m stile libero | Germania Ovest Thomas Fahrner Alexander Schowtka Andreas Schmidt Michael Gross        | 7'20"40 RM | Germania Est Dirk Richter Jörg Woithe Rainer Sternal Sven Lodziewski    | 7'23"01  | Italia Paolo Revelli Marcello Guarducci Giovanni Franceschi Fabrizio Rampazzo | 7'26"01  |
| 4x100 m misti        | Unione Sovietica Sergej Smirjagin Vladimir Šemetov Robertas Žulpa Aleksej Markovskij  | 3'43"99    | Germania Ovest Stefan Peter Gerald Mörken Michael Gross Andreas Schmidt | 3'44"79  | Germania Est Dirk Richter Sigurd Hanke Andreas Ott Jörg Woithe                | 3'45"54  |

### Donne
| Evento               | Oro                                                                   | Perform.   | Argento                                                                               | Perform. | Bronzo                                                                               | Perform. |
| Stile libero         |                                                                       |            |                                                                                       |          |                                                                                      |          |
| 100 m                | Birgit Meineke                                                        | 55"18      | Kristin Otto                                                                          | 55"52    | Conny van Bentum                                                                     | 56"61    |
| 200 m                | Birgit Meineke                                                        | 1'59"45    | Astrid Strauß                                                                         | 2'00"16  | Conny van Bentum                                                                     | 2'00"61  |
| 400 m                | Astrid Strauß                                                         | 4'08"07    | Anke Sonnenbrodt                                                                      | 4'10"37  | Irina Laričeva                                                                       | 4'12"90  |
| 800 m                | Astrid Strauß                                                         | 8'32"12    | Anke Sonnenbrodt                                                                      | 8'37"72  | Sarah Hardcastle                                                                     | 8'40"44  |
| Dorso                |                                                                       |            |                                                                                       |          |                                                                                      |          |
| 100 m                | Ina Kleber                                                            | 1'01"79    | Cornelia Sirch                                                                        | 1'02"46  | Carmen Bunaciu                                                                       | 1'03"80  |
| 200 m                | Cornelia Sirch                                                        | 2'12"05    | Kathrin Zimmermann                                                                    | 2'12"36  | Larisa Gorčakova                                                                     | 2'14"41  |
| Rana                 |                                                                       |            |                                                                                       |          |                                                                                      |          |
| 100 m                | Ute Geweniger                                                         | 1'08"51    | Sylvia Gerasch                                                                        | 1'09"62  | Tanja Bogomilova                                                                     | 1'10"77  |
| 200 m                | Ute Geweniger                                                         | 2'30"64    | Sylvia Gerasch                                                                        | 2'30"67  | Olga Selenkova                                                                       | 2'33"10  |
| Delfino              |                                                                       |            |                                                                                       |          |                                                                                      |          |
| 100 m                | Ines Geißler                                                          | 1'00"31    | Cornelia Polit                                                                        | 1'00"92  | Cinzia Savi Scarponi                                                                 | 1'01"37  |
| 200 m                | Cornelia Polit                                                        | 2'07"82    | Ines Geißler                                                                          | 2'08"09  | Conny van Bentum                                                                     | 2'12"87  |
| Misti                |                                                                       |            |                                                                                       |          |                                                                                      |          |
| 200 m                | Ute Geweniger                                                         | 2'13"07    | Kathleen Nord                                                                         | 2'15"55  | Irina Gerasimova                                                                     | 2'16"72  |
| 400 m                | Kathleen Nord                                                         | 4'39"95    | Petra Schneider                                                                       | 4'40"34  | Petra Zindler                                                                        | 4'47"90  |
| Staffette            |                                                                       |            |                                                                                       |          |                                                                                      |          |
| 4x100 m stile libero | Germania Est Kristin Otto Susanne Link Cornelia Sirch Birgit Meineke  | 3'44"72    | Paesi Bassi Annemarie Verstappen Wilma van Velsen Elles Voskes Conny van Bentum       | 3'48"24  | Germania Ovest Karin Seick Susanne Schuster Iris Zscherpe Ina Beyermann              | 3'49"86  |
| 4x200 m stile libero | Germania Est Astrid Strauß Birgit Meineke Cornelia Sirch Kristin Otto | 8'02"27 RM | Germania Ovest Jutta Kalweit Birgit Kowalczyk Petra Zindler Ina Beyermann             | 8'11"69  | Paesi Bassi Annemarie Verstappen Jolande van de Meer Reggie de Jong Conny van Bentum | 8'12"41  |
| 4x100 m misti        | Germania Est Ina Kleber Ute Geweniger Ines Geißler Birgit Meineke     | 4'05"79    | Paesi Bassi Jolanda de Rover Petra van Staveren Annemarie Verstappen Conny van Bentum | 4'12"78  | Germania Ovest Svenja Schlicht Ute Hasse Ina Beyermann Karin Seick                   | 4'13"25  |

## Tuffi

### Uomini
| Evento           | Oro                  | Perform. | Argento          | Perform. | Bronzo        | Perform. |
| Trampolino 3 m   | Peter Georgiev       | 619.80   | Nikolaj Drošin   | 618.87   | Chris Snode   | 610.17   |
| Piattaforma 10 m | Davit' Hambarjowmyan | 605.79   | Vjačeslav Trošin | 563.31   | Steffen Haage | 559.41   |

### Donne
| Evento           | Oro            | Perform. | Argento              | Perform. | Bronzo           | Perform. |
| Trampolino 3 m   | Britta Baldus  | 494.88   | Tatyana Alyabeva     | 493.14   | Daphne Jongejans | 461.10   |
| Piattaforma 10 m | Alla Lobankina | 455.52   | Anzhela Stasulyevich | 448.56   | Ramona Wenzel    | 410.91   |

## Nuoto sincronizzato
| Evento  | Oro                                    | Perform. | Argento                                        | Perform. | Bronzo                                     | Perform. |
| Solo    | Carolyn Wilson                         | 180.333  | Muriel Hermine                                 | 172.767  | Gudrun Hänisch                             | 172.600  |
| Duo     | Regno Unito Amanda Dodd Carolyn Wilson | 174.667  | Germania Ovest Gudrun Hänisch Gerlind Scheller | 168.634  | Paesi Bassi Catrien Eijken Marijke Engelen | 168.600  |
| Squadra | Regno Unito                            | 168.342  | Paesi Bassi                                    | 163.577  | Germania Ovest                             | 159.381  |

## Pallanuoto
| Evento                 | Oro              | Argento  | Bronzo |
| T. Maschile (Dettagli) | Unione Sovietica | Ungheria | Spagna |